# 科羅拉多河 (德克薩斯州)
在美國德克薩斯州，科羅拉多河（英語：Colorado River）是一條長約970英里（1,560）的河流。它是美國境內第18長的河流，也是德克薩斯州內最長的河流（河源和河口都在州內）。
科羅拉多河的流域和一些乾掉的支流延伸到新墨西哥州。從道生縣開始，河流向東南方流經巴靈傑、馬布爾福爾斯、奧斯汀、巴斯特羅普、史密斯維爾、拉格蘭奇、哥倫布、霍頓及貝城，然後流入位於墨西哥灣的馬塔戈達灣。

## 歷史
科羅拉多河，在西班牙文的意思是「紅色」或「帶紅色」的河，西班牙探險家經常將其與北部的布拉索斯河互相混淆。以前的歐洲探險家把科羅拉多河稱為「布拉索斯河」，並把布拉索斯河稱為「科羅拉多河」，但後來兩條河的名稱被互換了。
從18世紀初到19世紀後期，科羅拉多河上游一直由科曼奇人控制。1757年，西屬德克薩斯試圖在聖薩巴河與科羅拉多河的匯合處附近建立一個天主教教會。結果，科曼奇部落視此領土入侵，並在1758年聯同其盟友搶掠該教會。此後，科曼奇人在近一個世紀都未在科羅拉多河上游受到太大挑戰。

## 流向
科羅拉多河發源於埃斯塔卡多地區拉伯克的南部，在拉梅薩附近。它通常往東南方向流動，由埃斯塔卡多地區流出，流經德克薩斯州丘陵地區及數個湖泊。在到達奧斯汀前，科羅拉多河還會流經布坎南湖、墨克斯湖、林登·約翰遜湖及特拉維斯湖。拉諾河會在金士蘭附近的林登·約翰遜湖與科羅拉多河匯合，而佩德納萊斯河則會在布賴爾克利夫附近的特拉維斯湖與科羅拉多河匯合。流經奧斯汀後，科羅拉多河繼續向東南流動，直到流入墨西哥灣的馬塔戈達灣。

## 河流改造
科羅拉多河沿岸有11個主要水庫，其中包括布坎南湖、墨克斯湖、林登·約翰遜湖、馬布爾福爾斯湖、特拉維斯湖、奧斯汀湖及小鳥夫人湖等。除了在每個主要湖泊上運作的發電廠外，科羅拉多河的河水還用於冷卻位於貝城附近的南德克薩斯州核電站。
德克薩斯州立法機關建立了兩個機構來管理科羅拉多河及負責河流的防洪工作，分別是上科羅拉多河管理局（Upper Colorado River Authority）和下科羅拉多河管理局（Lower Colorado River Authority）。

## 主要支流
科羅拉多河主要由五個重要的支流匯合而成，包括康喬河、山核桃河、拉諾河、聖薩巴河和佩德納萊斯河。

## 文獻引用
- Benke, Arthur C.; Cushing, Colbert E. . Burlington, MA: Elsevier Academic Press. 2005. ISBN 978-0-12-088253-3 （英语）.
- Hämäläinen, Pekka. . New Haven, CT: Yale University Press. 2008. ISBN 978-0-300-12654-9 （英语）.
- McNally, Rand. . Chicago, IL: Rand Mcnally. 2006. ISBN 9780528958342 （英语）.

## 外部連結
- 上科羅拉多河管理局 （页面存档备份，存于）
- 下科羅拉多河管理局 （页面存档备份，存于）